# القنادس (كشافة)
القنادس في الكشافة هو اسم واحد لأطول قسم الكشافة مع الاعضاء الاصغر سنا من شبل الكشافة وأحيانا إلى الذين يتجاوزون الخامسة من العمر. وتستخدم أسماء أخرى في بعض البلدان. ويستند البرنامج على مفهوم التعاون والمشاركة.

## روابط خارجية
- قنادس كشافة كندا
- قنادس كشافة مرشدات كندا الأم
- قنادس كشافة جمعية الكشافة في المملكة المتحدة